# Индийска рупия
Вижте пояснителната страница за други значения на рупия.
Индийска рупия (ISO: INR) е паричната единица на Индия. Емитира се от „Резервната банка на Индия“ (англ.: Reserve Bank of India, хинди: भारतीय रिज़र्व बैंक), която е централната банка на Индия. 1/100 от индийската рупия се нарича пайса (или пейса) (на английски: paisa).

## История
Историята на индийската рупия се проследява от Древна Индия, приблизително от средата на VI в. пр.н.е. Древна Индия е една от най-ранните емитенти на монети в света, заедно с китайския вен и лидийския статер.
По време на петгодишното му управление от 1540 до 1545 г. султан Шер шах Сури издава сребърна монета, тежаща 178 тройски грана (или 11,53 g), наречена „рупия“.
По време на Бабур съотношението на бронз към сребро е около 50:2.
Сребърната монета остава в употреба по време на Моголския период, на Чандрагупта, както и в Британска Индия.
Около 1875 г. Великобритания започва да плаща на Индия за износ на стоки с пари, вместо със сребро.
| „ | Ако следователно Съветът на Индия в Лондон не трябва да влезе в продажбата на сметки за Индия, търговците и банкерите ще трябва да изпратят сребро, за да направят добро търговско салдо. По този начин канал за изливането на сребро е спрян през 1875 г. от Съвета на Индия в Лондон. | “ |

| „ | Голямото значение на тези законопроекти (Съветът) обаче е ефектът, който те имат върху пазарната цена на среброто: и те всъщност са били един от най-силните фактори през последните години в причиняването на намаляването стойността на среброто в сравнение с тази на златото. | “ |

| „ | Индийските и китайските продукти, за които е платено сребро, са били и са с много ниски цени през 1873 и 1974 г. и по този начин отнемат по-малко сребро, за да закупят по-голямо количество източни суровини. Сега, при вземането на няколко агента в единна сметка, със сигурност няма да изглежда много загадъчно защо среброто не само трябва да е паднало в цената. | “ |

| „ | Големите държави прибягваха до два инструмента за попълване на държавните си бюджети – първо, заеми и, второ, по-удобните принудителни заеми на хартиени пари. | “ |

В началото на Първата световна война цената на златото е много ниска и затова лирата стерлинги има висока стойност. По време на Първата световна война стойността на паунда пада тревожно поради нарастващите военни разходи. В края на войната стойността на паунда представлява само част от това, което е било преди началото на войната. Той остава нисък до 1925 г., когато тогавашният канцлер на хазната на Обединеното кралство Уинстън Чърчил го възстановява до нивата от преди войната. В резултат на това цената на златото пада бързо. Докато останалата част от Европа закупува големи количества злато от Обединеното кралство, има малко увеличение на златните резерви. Това поражда удар за вече влошаващата се британска икономика. Обединеното кралство започва да търси собствеността си, като например от Индия, за да компенсира продаденото злато.
| „ | Въпреки това, цената на златото в Индия, на базата на обменния курс на рупията около 1S.6d., е по-ниска от преобладаващата цена в чужбина на практика; Несъответствието в цените направи износа на метала печеливш, който феномен продължава почти десетилетие. По този начин през 1931 – 32 г. има нетен износ от 7,7 милиона унции, оценен на Rs. 57,98 крора. През следващата година количеството и цената се покачиха допълнително, като нетният износ възлиза на 8,4 милиона унции, оценени на цена от 665,52 кроса. През десетте години, приключващи през март 1941 г., общият нетен износ е от порядъка на 43 милиона унции (1337.3 тона), оценен на около Rs. 375 крора, или средна цена на Rs. 32-12-4 за tola. | “ |

| „ | През есента на 1917 г. (когато цената на среброто се повиши до 55 пенса) ... имаше опасност от въстания в Индия (срещу хартиената валута), което би попречило сериозно на британското участие във Втората световна война. Хартиена валута в монета) ще доведе до тече на Пощенски офиси спестовни банки. Това ще попречи на по-нататъшното разрастване на банкнотите и ще доведе до покачване на цените във валута на хартиен носител, което значително ще увеличи разходите за доставка на стоки за износ за износ .... За да се намали съдържанието на сребро в тази историческа рупия) може би са причинили такова популярно недоверие към правителството, което е предизвикало вътрешна криза, която би била фатална за британския успех във войната. | “ |

## Монети и банкноти
В обращение има монети от 10, 20, 25, 50 пайса и 1, 2, 5, 10 рупии, както и банкноти от 5, 10, 20, 50, 100, 500 и 2000 рупии, емитирани през различни години.

## Валутен курс
Към края на 2019 г. 1 български лев е равен прибл. на 40,5 индийски рупии.